# Cornered (film)
Cornered is een Amerikaanse film noir uit 1945 onder regie van Edward Dmytryk. De film werd destijds uitgebracht onder de titel In de val.

## Verhaal
De Canadese gevechtspiloot Laurence Gerard gaat naar Frankrijk om uit te zoeken wie zijn bruid heeft vermoord. Zij zat tijdens de Tweede Wereldoorlog in het verzet. Hij komt erachter dat de collaborateur Marcel Jarnac de opdrachtgever voor de moord was. Alles wijst erop dat Jarnac dood is. Gerald weigert dat verhaal echter te geloven en gaat daarom de weduwe van Jarnac opzoeken in Argentinië.

## Rolverdeling
| Acteur            | Personage        |
| ----------------- | ---------------- |
| Dick Powell       | Laurence Gerard  |
| Walter Slezak     | Melchior Incza   |
| Micheline Cheirel | Madeleine Jarnac |
| Nina Vale         | Señora Camargo   |
| Morris Carnovsky  | Manuel Satana    |
| Edgar Barrier     | DuBois           |
| Steven Geray      | Tomás Camargo    |
| Jack La Rue       | Diego            |
| Gregory Gaye      | Perchon          |
| Luther Adler      | Marcel Jarnac    |